# Kifune-jinja
Le Kifune-jinja (貴船神社) est un sanctuaire shinto situé dans l'arrondissement Sakyō-ku de Kyoto au Japon. Bien que situé dans la localité de Kibune, la prononciation du sanctuaire est « Kifune-jinja ».

## Histoire
Le sanctuaire bénéficie du patronage impérial au début de l'époque de Heian. En 965, l'empereur Murakami ordonne que des messagers soient envoyés aux kamis gardiens du Japon pour les informer des événements importants. Ces heihaku sont d'abord présentés à seize sanctuaires dont le Kifune-jinja.
De 1871 jusqu'en 1946, le Kifune-jinja est officiellement désigné parmi les kanpei-chūsha (官幣中社), ce qui signifie qu'il se tient au deuxième rang des sanctuaires financés par l'État.

## Particularités
Le sanctuaire est source de nombreuses attractions pour les visiteurs :
- Illuminations nocturnes pendant la période du festival de Tanabata ;
- Papiers divinatoires où les mots de divination apparaissent lorsque le papier flotte sur l'eau sacrée ;
- Accrochages traditionnels, à une branche d'arbre ou à un bambou, de vœux préalablement rédigés sur un morceau de papier ;
- Goshuin (le sceau sacré du sanctuaire estampé sur un cahier) du sanctuaire sont également populaires.
- Amulettes de protection de la famille, de la maison ou d'une pièce de la maison en particulier, ou encore des pèlerins
- Consécration de l'un des temples au dieu des rencontres assorties,

## Source de la traduction
- (en) Cet article est partiellement ou en totalité issu de l’article de Wikipédia en anglais intitulé « Kibune Shrine » (voir la liste des auteurs).